# Ðorđe Joannović
Ðorđe Joannović (Djordje Joannovic, Georg Joannovics, serbski: Ђорђе Јоановић, ur. 16 czerwca 1871 w Wiedniu, zm. 28 stycznia 1932 w Belgradzie) – serbski lekarz patolog, profesor Uniwersytetu Wiedeńskiego i Uniwersytetu Belgradzkiego.

## Życiorys
Ukończył szkołę powszechną i gimnazjum w Wiedniu, po czym podjął studia na Wydziale Medycznym Uniwersytetu Wiedeńskiego. Uczył się patologii u Richarda Paltaufa. Od 1896 był wykładowcą, od 1904 profesorem-asystentem, od 1910 profesorem nadzwyczajnym i od 1919 profesorem zwyczajnym na Uniwersytecie Wiedeńskim. W 1920 wyjechał do Belgradu, gdzie razem z Milanem Jovanović-Batutem i Vojislavem J. Subboticiem założył Wydział Medyczny Uniwersytetu Belgradzkiego. W 1927 sam utworzył Jugosłowiańskie Towarzystwo Badań i Leczenia Nowotworów, czwarte tego typu towarzystwo na świecie, i został jego pierwszym przewodniczącym. Od 1926 był członkiem korespondentem Królewskiej Serbskiej Akademii Nauk.
W 1932 roku podczas organizacji dorocznego balu studenckiego część studentów o lewicowych sympatiach wystosowała pismo, w którym zaprosiła na uroczystość króla Serbii Aleksandra I, zamiast prawicowego premiera Petara Živkovicia. Generał Živković podobno udzielił za to ostrej reprymendy profesorowi Joannovićowi. Następnego dnia profesor został znaleziony w swoim gabinecie, powieszony na okiennej klamce.

## Wybrane prace
- Joannovics G., Pick E.P. Beitrag zur Kenntniss der Toluylendiaminvergiftung. Zeitschrift für die experimentelle Pathologie und Therapie 7, s. 185-214, 1909
- Experimentelle Untersuchungen über die Bedeutung der Leber bei der Fettresorption unter normalen und pathologischen Verhältnissen, 1910
- Experimentelle Studien zur Frage der Geschwulstdisposition. Wiener klinische Wochenschrift 29, s. 345-349, 1916
- Zur Wirkung fermentativ gewonnener Spaltungsprodukte aus Geweben und Bakterien. Wiener klinische Wochenschrift 33 (30), s. 649-652, 1920
- Novi pogledi na postanak i lečenje izvesnih bolesti. Eksperimentalne studije. Srpski arhiv za celokupno lekarstvo 12 (11-12), s. 445-455, 1920